# Chorebus aquaticus
Chorebus aquaticus är en stekelart som beskrevs av Muesebeck 1950. Chorebus aquaticus ingår i släktet Chorebus och familjen bracksteklar. Inga underarter finns listade i Catalogue of Life.